# Francesco Gavazzi
Francesco Gavazzi (født 1. august 1984) er en italiensk forhenværende professionel cykelrytter.